# Quercus riparia
Quercus riparia är en bokväxtart som beskrevs av Kendall Laughlin. Quercus riparia ingår i släktet ekar, och familjen bokväxter.
Artens utbredningsområde är Missouri. Inga underarter finns listade i Catalogue of Life.